# Frederik Aubeck
Frederik Georg Johannes Aubeck (21. marts 1864 i Egebæk ved Flensborg – 18. september 1927) var en dansk redaktør.
Han var søn af stationsforstander Nis Pedersen Aubeck. Aubeck tog præliminæreksamen, lærte handelen i Assens og etablerede sig 1888 i København som urtekræmmer. Han var medstifter af Detailhandlerbanken, forretningsfører for erhvervsbladet Tiden 1896-97 og redaktør og udgiver af Hobro Avis fra 1898. Denne avis havde været konservativ, men Aubeck gjorde den til venstreblad, senere radikalt, men solgte den 1910 til J.P. Neerup og blev redaktør af Assens Avis. Han flyttede senere til Kolding og blev redaktør af Venstrebladet for det sydlige Jylland, hvor han bl.a. kritiserede regeringen Zahle for dets grundlovsforlig med Højre.
Aubeck var medstifter af Det Radikale Venstre i 1905 og partiets kandidat ved folketingsvalget i Grenaakredsen 1906 og valget i Aarskredsen 1909, men blev ikke valgt. Derimod blev han i april 1924 valgt til Landstinget, hvor han sad til sin død.
I Hobro er rejst en mindesten med indskriften:

FR. AUBECK

REDAKTØR I HOBRO

1898 - 1911

FRISINDETS FORKÆMPER